# 重力ポテンシャル

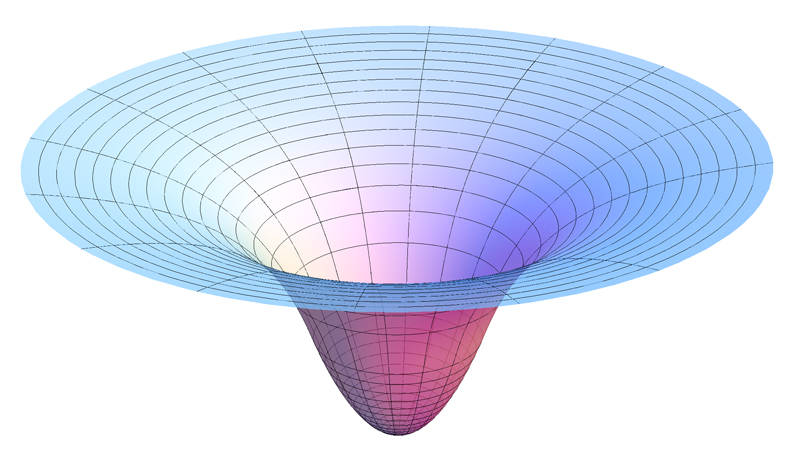
均一な球体の周りの重力ポテンシャルの 2次元でスライスしプロットした図、変曲点は、球体の表面にある。

重力ポテンシャル（じゅうりょくポテンシャル、英語: gravitational potential）とは、ニュートン力学において、ある点における単位質量あたりの重力による位置エネルギーのことである。すなわち、空間内のある位置へ質点を基準点から動かす際に重力が質点に行う単位質量あたりの仕事の符号を変えたものに等しい。
通常は無限遠を重力ポテンシャルの基準点（重力ポテンシャルが 0 となる点）として選ぶ。このとき、重力は常に引力として作用するため、有限の距離では重力ポテンシャルは負の値をとる。重力ポテンシャルは単位質量あたりのエネルギー（つまり速度の二乗）の次元を持ち、MKSA単位系では [J/kg] または [m2/s2] という単位の物理量として表される.
数学では、重力ポテンシャルはニュートンポテンシャルとも呼ばれ、ポテンシャル論の研究において基本的である。

## 位置エネルギーと重力ポテンシャル
重力ポテンシャルとは単位質量あたりの位置エネルギーに等しいから、位置 {\displaystyle {\boldsymbol {r}}} にある質量 {\displaystyle m} の粒子が持つ位置エネルギー {\displaystyle U({\boldsymbol {r}})} は、その点の重力ポテンシャル {\displaystyle \Phi ({\boldsymbol {r}})} と
{\displaystyle U({\boldsymbol {r}})=m\Phi ({\boldsymbol {r}})}
という関係にある。それ故に、この粒子に働く力 {\displaystyle {\boldsymbol {F}}({\boldsymbol {r}})} は
{\displaystyle {\boldsymbol {F}}({\boldsymbol {r}})=-{\boldsymbol {\nabla }}U({\boldsymbol {r}})=-m{\boldsymbol {\nabla }}\Phi ({\boldsymbol {r}})}
と書くことができる。つまり重力ポテンシャルの勾配の -1 倍はその点での重力加速度 {\displaystyle {\boldsymbol {g}}} に等しい。
{\displaystyle {\boldsymbol {g}}({\boldsymbol {r}})=-{\boldsymbol {\nabla }}\Phi ({\boldsymbol {r}})}
逆に、重力ポテンシャル {\displaystyle \Phi } は基準点（通常は無限遠点）から空間内の与えられた位置へ物体が重力だけの作用で移動したときに獲得する単位質量あたりのエネルギー (つまり重力がする仕事) の符号を反転したものであるとも解釈できる。
{\displaystyle \Phi ({\boldsymbol {r}})=-{\frac {1}{m}}\int _{\infty }^{\boldsymbol {r}}{\boldsymbol {F}}({\boldsymbol {r}}')\cdot d{\boldsymbol {r}}'}
例えば一様重力場中では、重力加速度の向きを z 軸負の向きに選ぶとき (つまり鉛直上向きを z 軸とする)、重力ポテンシャル {\displaystyle \Phi } は
{\displaystyle \Phi (z)=gz}
により与えられる。従って高度差 {\displaystyle \Delta h} の二点間での質量 {\displaystyle m} の物体の位置エネルギーの差 {\displaystyle \Delta U} は {\displaystyle \Delta U=mg\Delta h} と書ける。

### 脱出速度と円軌道速度
ある天体がつくる重力ポテンシャルを {\displaystyle \Phi ({\boldsymbol {r}})} とする。位置 {\displaystyle {\boldsymbol {r}}} にある粒子がこの天体の重力圏を脱して無限遠に到達するためには、その粒子の力学的エネルギー {\displaystyle E={\frac {1}{2}}{\boldsymbol {v}}^{2}+\Phi ({\boldsymbol {r}})} が非負である必要がある。この条件を満足する最小の速さ
{\displaystyle v_{\mathrm {esc} }={\sqrt {-2\Phi ({\boldsymbol {r}})}}}
を位置 {\displaystyle {\boldsymbol {r}}} での脱出速度と呼ぶ。また、球対称ポテンシャル {\displaystyle \Phi (r)} において半径 {\displaystyle r} で等速円運動するときの速度
{\displaystyle v_{\mathrm {c} }={\sqrt {r\partial _{r}\Phi (r)}}}
を円軌道速度と呼ぶ。

## 質量分布と重力ポテンシャル
質量 {\displaystyle M} の点粒子が位置 {\displaystyle {\boldsymbol {r}}} につくる重力ポテンシャル {\displaystyle \Phi ({\boldsymbol {r}})} は、ニュートンの逆二乗則 {\displaystyle {\boldsymbol {g}}=-GM{\boldsymbol {r}}/|{\boldsymbol {r}}|^{3}} により
{\displaystyle \Phi ({\boldsymbol {r}})=-{\frac {GM}{|{\boldsymbol {r}}|}}}
と書ける。ここに {\displaystyle G} は重力定数である。このとき重力ポテンシャルは常に負であり、{\displaystyle r\to \infty } で重力ポテンシャルはゼロに近づく一方、{\displaystyle r\to 0} でポテンシャルは {\displaystyle r^{-1}} に比例して発散する。
より一般に、任意の質量分布に伴う重力ポテンシャルは各質量要素がつくるポテンシャルを足し上げたものに等しい。例えば {\displaystyle N} 個の質点系ならば、質点 {\displaystyle M_{i}} ({\displaystyle i=1,2,\cdots ,N}) の座標を {\displaystyle {\boldsymbol {r}}_{i}} とすると
{\displaystyle \Phi ({\boldsymbol {r}})=-\sum _{i=1}^{N}{\frac {GM_{i}}{|{\boldsymbol {r}}-{\boldsymbol {r}}_{i}|}}}
となる。

点 x と r とする。r は質量分布（灰色）の中に含まれ、微分された質量 dm(r) は点 r に位置するとする。

質量分布が3次元ユークリッド空間 {\displaystyle \mathbb {R} ^{3}} 上の連続的な分布 {\displaystyle dM=\rho ({\boldsymbol {r}})d^{3}r} である場合には、上式の和は体積積分へと置き換えられる。
{\displaystyle \Phi ({\boldsymbol {r}})=-\int {\frac {G\rho ({\boldsymbol {r}}')}{|{\boldsymbol {r}}-{\boldsymbol {r}}'|}}d^{3}r'}
この関係式は、重力ポテンシャル {\displaystyle \Phi } は密度分布 {\displaystyle \rho } とポアソン方程式
{\displaystyle \nabla ^{2}\Phi =4\pi G\rho }
により結びついていることを意味する。ここに {\displaystyle \nabla ^{2}} はラプラシアンである。実際、上の {\displaystyle \Phi } の積分表示は、無限遠でポテンシャルが 0 であるという境界条件のもとでのこのポアソン方程式の解の グリーン関数を用いた積分表示に等しい。

### 球対称系
球対称な質量分布 {\displaystyle \rho =\rho (r)} のもとでは、重力ポテンシャル {\displaystyle \Phi } もやはり球対称性を持ち動径 {\displaystyle r} だけの関数となる。このとき重力ポテンシャルに関するポアソン方程式は、ラプラシアンの球座標表示の公式により
{\displaystyle {\frac {1}{r^{2}}}{\frac {d}{dr}}\left(r^{2}{\frac {d\Phi }{dr}}\right)=4\pi G\rho }
と書き直せる。これはただちに積分できて、重力加速度 {\displaystyle g=-\partial _{r}\Phi } および重力ポテンシャル {\displaystyle \Phi } が
{\displaystyle g(r)=-{\frac {GM(r)}{r^{2}}},\ \ \Phi (r)=-\int _{r}^{\infty }{\frac {GM(r')}{r'^{2}}}dr'}
と求まる。ここに {\displaystyle M(r)} は動径 {\displaystyle r} 以内の質量
{\displaystyle M(r)=\int _{0}^{r}4\pi r'^{2}\rho (r')dr'}
である。特に、この重力加速度 {\displaystyle g(r)} の表式は、原点 {\displaystyle r=0} に質量 {\displaystyle M(r)} の質点が存在するときに生じる重力加速度に等しい。
半径 {\displaystyle R} の一様密度 {\displaystyle \rho } を持つ球の場合、重力ポテンシャル {\displaystyle \Phi } に関する積分を実行することができ
{\displaystyle \Phi (r)={\begin{cases}-{\frac {2}{3}}\pi G\rho (3R^{2}-r^{2})&r\leq R\\-4\pi G\rho R^{3}/3r&r\geq R\end{cases}}}
が得られる。

### 多重極展開
質量分布が有界な領域に限られるとき、その外部の真空領域での重力ポテンシャルは、球座標 {\displaystyle (r,\theta ,\varphi )} を用いると多重極展開
{\displaystyle \Phi (r,\theta ,\varphi )=-G\sum _{l=0}^{\infty }\sum _{m=-l}^{l}{\frac {4\pi }{2l+1}}{\frac {Q_{lm}}{r^{l+1}}}Y_{lm}(\theta ,\varphi )}
という形に表すことができる。ここに {\displaystyle Y_{lm}} は球面調和関数であり、{\displaystyle Q_{lm}} は質量分布の多重極モーメント (ストークス係数)
{\displaystyle Q_{lm}=\int r^{l}\rho (r,\theta ,\varphi )Y_{lm}^{*}(\theta ,\varphi )\,r^{2}dr\,\sin \theta d\theta \,d\varphi }
である。0 次の多重極モーメント {\displaystyle Q_{00}} は系の全質量 {\displaystyle M} に等しく、質量分布の重心を座標原点に選ぶとき {\displaystyle Q_{1m}=0} であるから、多重極展開はニュートンポテンシャル {\displaystyle -GM/r} に四重極モーメント {\displaystyle Q_{2m}} などの高次モーメントによる補正を加えたものと解釈できる。実際、{\displaystyle 2^{l}}-重極モーメント {\displaystyle Q_{lm}} は {\displaystyle {\mathcal {O}}(MR^{l})} ({\displaystyle R} は質量分布の典型的な半径) 程度の量であり、従って {\displaystyle 2^{l}}-重極モーメント {\displaystyle Q_{lm}} によるニュートンポテンシャルに対する補正は {\displaystyle {\mathcal {O}}\left\{\left(R/r\right)^{l}\right\}} 程度の量となる。
特に地球のように軸対称な系の場合、多重極モーメント {\displaystyle Q_{lm}} は {\displaystyle m\neq 0} のときゼロになり、重力ポテンシャルはルジャンドル多項式 {\displaystyle P_{l}} を用いて
{\displaystyle \Phi (r,\theta ,\varphi )=-{\frac {GM}{r}}\left\{1-\sum _{l=2}^{\infty }J_{l}\left({\frac {R}{r}}\right)^{l}P_{l}(\cos \theta )\right\}}
と書ける。

## 一般相対論
一般相対論では重力場は計量テンソルにより表される。重力場が弱く、かつ重力源の速度が光速より十分遅い極限で一般相対論はニュートン重力を再現し、計量テンソルと重力ポテンシャルは
{\displaystyle ds^{2}=-\left(1+{\frac {2\Phi }{c^{2}}}\right)c^{2}dt^{2}+\left(1-{\frac {2\Phi }{c^{2}}}\right)(dx^{2}+dy^{2}+dz^{2})}
という関係で結ばれる。この結果、一般相対論において重力ポテンシャルは時間の遅れや重力赤方偏移、重力レンズといった効果を引き起こす。